# Lo mejor de... El Cuarteto de Nos
Lo mejor de... El Cuarteto de Nos es el tercer álbum recopilatorio de la banda de rock uruguaya El Cuarteto de Nos, y decimocuarto cronológicamente. Fue editado por Orfeo en 2009, y en 2010 se lanzó otra versión con menos canciones en Argentina por Batacazo Records.

## Lista de temas (Versión Uruguaya, 2009)
1. Andamio Pijuan (De "Soy una Arveja")
2. El Psiquiátrico (De "Soy una Arveja")
3. La Paranoica (De "Soy una Arveja")
4. No Me Rompas Más los Cocos (De "Emilio García")
5. Aurolito Corbalán (De "Emilio García")
6. Cuna de Colores (De "Emilio García")
7. Pedernal (De "Emilio García")
8. Siempre Que Escucho al Cuarteto (De "Canciones del Corazón")
9. Tabaré, That’s Right (De "Canciones del Corazón")
10. La Familia Berrantes (De "Canciones del Corazón")
11. Bo cartero (De "Otra navidad en las trincheras")
12. Solo un rumor (De "Otra navidad en la trincheras")
13. El Putón Del Barrio (De "El Cuarteto de Nos (2004)")
14. Ya Te Vas A Mejorar (De "El Cuarteto de Nos (2004)")
15. No Quiero Ser Normal (De "El Cuarteto de Nos (2004)")
16. Yendo A La Casa De Damián (De "Raro")
17. Ya No Sé Que Hacer Conmigo (De "Raro")
18. Invierno Del 92 (De "Raro")

## Lista de temas (Versión Argentina, 2010)
1. Andamio Pijuan (De "Soy una Arveja")
2. El Psiquiátrico (De "Soy una Arveja")
3. La Paranoica (De "Soy una Arveja")
4. No Me Rompas Más los Cocos (De "Emilio García")
5. Aurolito Corbalán (De "Emilio García")
6. Cuna de Colores (De "Emilio García")
7. Pedernal (De "Emilio García")
8. Siempre Que Escucho al Cuarteto (De "Canciones del Corazón")
9. Tabaré, That’s Right (De "Canciones del Corazón")
10. La Familia Berrantes (De "Canciones del Corazón")
11. No Sabes Mi Nombre (De "Soy una Arveja")
12. Revolución N° F (De "Soy una Arveja")

- Datos: Q9023386